# Erioptera impensa
Erioptera impensa är en tvåvingeart som beskrevs av Alexander 1957. Erioptera impensa ingår i släktet Erioptera och familjen småharkrankar.
Artens utbredningsområde är Nepal. Inga underarter finns listade i Catalogue of Life.